# Filosofische nalatenschap van Ludwig Wittgenstein

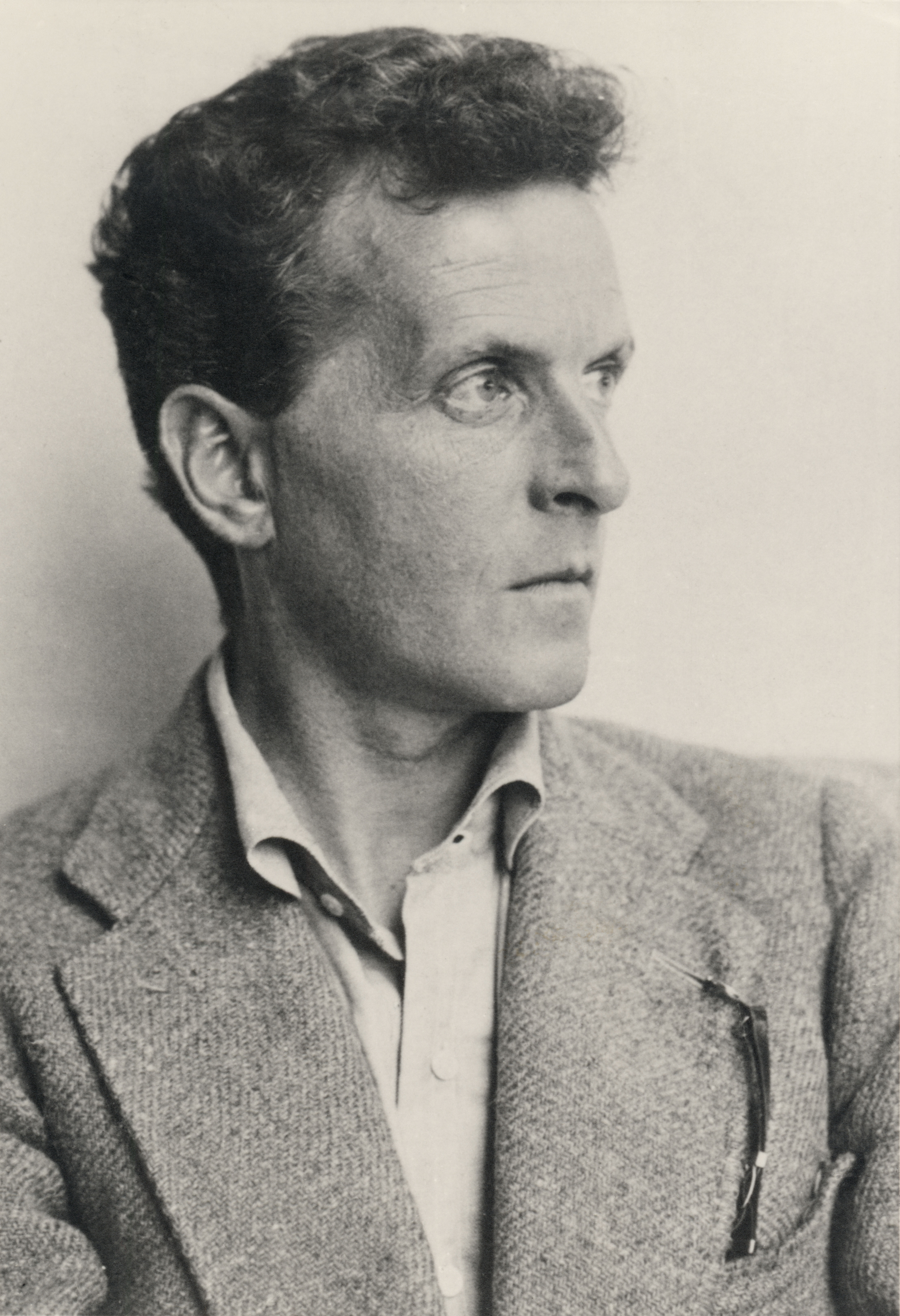
Ludwig Wittgenstein (1930)

De filosofische nalatenschap van Ludwig Wittgenstein is het geheel van nagelaten documenten van de Oostenrijks-Britse filosoof Ludwig Wittgenstein. Het geheel bevat 83 manuscripten, 11 typoscripten en 11 dictaten. Het geheel bevat zo'n 20.000 pagina's. De originele stukken bevinden zich in Europa en Canada verspreid over een vijftal instellingen:
1. Trinity College, Cambridge
2. Oostenrijkse Nationale Bibliotheek, Wenen
3. Bodleian Library, Oxford
4. Noord-Hollands Archief, Haarlem
5. Bertrand Russell Archives, McMaster University Library, Hamilton

In 2017 is de nalatenschap opgenomen in het internationale Memory of the World register van Unesco.